# Anhuji pézsmaszarvas
Az anhuji pézsmaszarvas (Moschus anhuiensis) az emlősök (Mammalia) osztályának párosujjú patások (Artiodactyla) rendjébe, ezen belül a pézsmaszarvasfélék (Moschidae) családjába tartozó veszélyeztetett faj.
Ezt az állatot korábban az apró pézsmaszarvas (Moschus berezovskii), később pedig a szibériai pézsmaszarvas (Moschus moschiferus) alfajának vélték, azonban a legújabb vizsgálatok bebizonyították, hogy önálló emlősfaj.

## Előfordulása
Az anhuji pézsmaszarvas előfordulási területe kizárólag a kínai Anhuj tartományban lévő Dabie-hegységben található.
A kis méretű élőhelye, valamint az orvvadászat veszélyezteti.

### Fordítás
- Ez a szócikk részben vagy egészben  az   Anhui musk deer című angol Wikipédia-szócikk ezen változatának fordításán alapul.  Az eredeti cikk szerkesztőit annak laptörténete sorolja fel. Ez a jelzés csupán a megfogalmazás eredetét és a szerzői jogokat jelzi, nem szolgál a cikkben szereplő információk forrásmegjelöléseként.